# Tumba de cámara micénica

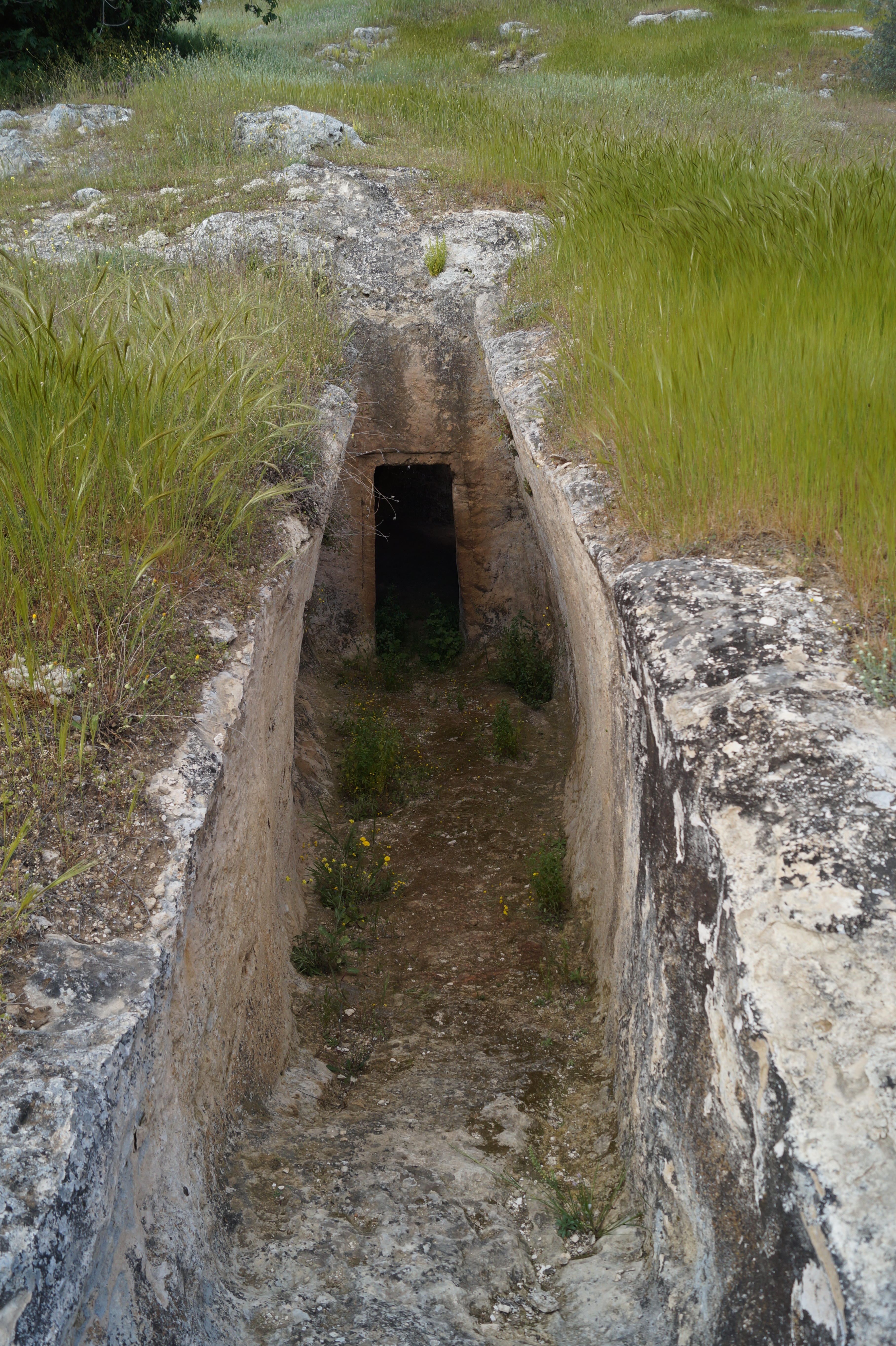
Vista de la tumba de cámara 10 en Edonia, Corintia, mirando hacia abajo del dromos en el stomion.

Una tumba de cámara micénica es  el tipo de tumba de cámara que se construyó en la Grecia micénica. Las tumbas de cámara micénicas se originaron en Mesenia a finales del  período Heládico Medio (circa 1600 a. C.), y fueron construidas y utilizadas a lo largo del  mar Egeo de la Civilización egea.
Las tumbas de cámara micénicas estaban excavadas en el lecho rocoso (a diferencia de las tumbas tholoi contemporáneas, construidas con mampostería), normalmente en terrenos inclinados, y estaban formadas por una cámara (thalamos), unida a un pasillo rectangular (dromos) por un umbral (stomion). El tamaño, la elaboración y la monumentalidad de las tumbas de cámara micénicas varían considerablemente, al igual que el ajuar funerario hallado en su interior, lo que sugiere que se utilizaron para enterrar a personas de una amplia gama de estratos sociales.
Tras el final de la Edad del Bronce, las tumbas de cámara dejaron de construirse en la mayor parte del mundo griego, aunque algunas continuaron en uso para ofrendas votivas y culto a los héroes durante la principios de la Edad del Hierro.

## Desarrollo cronológico
| Período                | Fecha aproximada        |
| ---------------------- | ----------------------- |
| Heládico Medio III     | c. 1700 – c. 1600 a. C. |
| Heládico Reciente I    | c. 1600 – c. 1450 a. C. |
| Heládico Reciente II   | c. 1450 – c. 1400 a. C. |
| Heládico Reciente IIIA | c. 1400 – c. 1300 a. C. |
| Heládico Reciente IIIB | c. 1300 – c. 1180 a. C. |
| Heládico Reciente IIIC | c. 1180 – c. 1050 a. C. |

Las más antiguas se encuentran en el período Heládico Medio III (MH III) en Mesenia, seguidas de cerca por ejemplos heládico Reciente I (LH I) en todo el centro y sur de Grecia, particularmente en Argólida.. Siguen siendo relativamente poco comunes, excepto en Micenas, hasta LH III, cuando se construyeron ampliamente en toda la región del Egeo asociados con la cultura micénica.
Siguieron construyéndose durante todo el período micénico, aunque se observan diferencias regionales en cuanto a su popularidad y probable función social. En Micenas, parecen haber desplazado a todas las demás formas de enterramiento de élite, excepto tholoi, y se han relacionado estrechamente con el desarrollo y la consolidación del estado palaciego en Heládico Reciente III (LH III).. En la zona de Micenas se conocen unas trescientas tumbas de cámara. Se ha sugerido que representan a los miembros de menor rango de la élite palaciega, mientras que los tholoi estaban reservados para la élite más alta, quizás los wanax y otros personajes de alto rango conocidos por el Lineal B. En Beocia, sin embargo, sólo se conoce un tholos (el llamado Tesoro de Minias en Orcómeno, que data de c. 1350 a. C., mientras que las tumbas de cámara parecen haber sido la forma predominante de enterramiento para todos los grupos de élite, incluida la tumba de cámara monumental de Megalo Kastelli, que se ha relacionado con los gobernantes de Tebas. 
En Acaya, las tumbas de cámara parecen estar asociadas con las élites locales emergentes en el período Heládico Reciente II (LH II), pero desplazan incluso a los tipos de tumbas simples, como las tumbas de fosa y cistas, en el período Heládico Reciente III (LH III). En este periodo en Acaya, parece haber habido poca asociación, a diferencia de la Argólida, entre la jerarquía social y el uso de tumbas de cámara: tumbas relativamente sencillas, como las de Edonia, con ajuares relativamente sencillos se encuentran junto a ejemplos monumentales, como la tumba 4 de Vunteni, una gran tumba de cámara del Heládico Reciente IIIA  (LH IIIA) con un dromos de 18,8 m y un thalamos 28 m2 de superficie, cuyo extenso y valioso ajuar funerario ha llevado al consenso de los estudiosos de que el único enterramiento original de la tumba representa a un gobernante local. En lugar de tener un significado universal, es probable que el significado social y simbólico de las tumbas de cámara, así como la naturaleza de las comunidades que las utilizaban, variaran en el mundo micénico en función de las prácticas y preocupaciones locales.
Excepto en Tesalia y Creta, la construcción de tumbas de cámara cesó tras el colapso de la Edad del Bronce Final (c. 1180 a. C.), aunque algunos ejemplos siguieron reutilizándose para ofrendas votivas, culto a héroes y, ocasionalmente, enterramientos  durante la Primera Edad del Hierro. Casi un tercio de las tumbas de cámara excavadas por Carl Blegen en Prosimna, en Argólida, mostraban indicios de ofrendas votivas de los periodos geométrico o arcaico, y la práctica se observa en otros lugares del mundo griego entre 1050 y 600 a. C., sobre todo en Mesenia, Ática y Beocia.

## Construcción

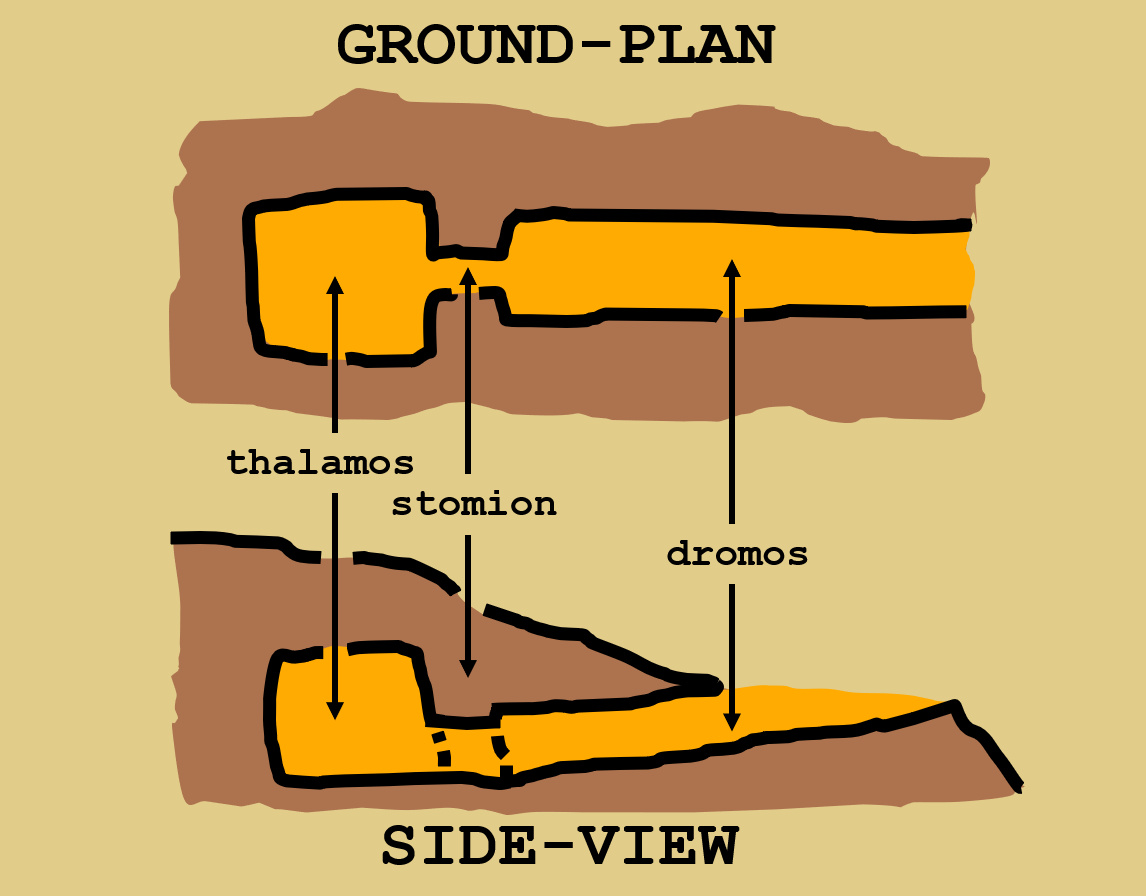
Diagrama esquemático de una tumba de cámara típica, que muestra la división en dromos, stomion y thalamos.

Las tumbas de cámara están excavadas en el lecho rocoso y suelen dividirse en una estructura tripartita de dromos (‘pasadizo’), stomion (‘umbral’) y thalamos (‘cámara’). Algunos ejemplos incluyen fosas, cámaras laterales o nichos en los que pueden haberse depositado enterramientos primarios o secundarios. La división entre dromos, stomion y thalamos se ha interpretado como la creación de una «zona fronteriza entre los vivos y los muertos».
Los investigadores debaten sobre la relación entre el diseño de las tumbas de cámara y los tholoi, que aparecieron en Grecia aproximadamente al mismo tiempo, a finales del Heládico Medio III (MH III), y que se utilizaron por primera vez en Mesenia. Según una escuela de pensamiento, las tumbas de cámara se popularizaron por imitación de los tholoi, siguiendo la misma forma fundamental pero evitando el importante gasto de recursos y mano de obra que suponía construir una tumba de sillería. Otra interpretación considera las tumbas de cámara como sucesoras de los enterramientos en túmulos de la época helenística media, desarrollándose en paralelo a los tholoi más que como una imitación de estos.
El diseño específico de las tumbas de cámara podía variar en función de consideraciones geográficas y sociales locales. En Tórico, por ejemplo, se construyeron las llamadas tumbas de cámara construidas de mampostería de piedra caliza, con pasadizos cortos que se acercan a un lado del thalamos, probablemente en respuesta al duro suelo de piedra caliza, que habría hecho poco práctico cortar un dromos largo. En Tebas, la tumba llamada Cámara Pintada tiene dos dromoi paralelos, que se aproximan a dos grandes cámaras, conectados por una puerta.
A partir del Heládico Reciente II-IIIA1, algunas tumbas de cámara monumentales presentaban la fachada del stomion, y a veces las paredes del thalamos, decoradas con yeso pintado. Este fenómeno es especialmente conocido en la Argólida, sobre todo en Micenas y Prosimna, pero también se conocen ejemplos en otros lugares, como Prosilio 2 y Tebas. A lo largo del período Heládico Reciente, se observa una tendencia a aumentar la longitud del dromos, tanto en términos absolutos como en relación con el tamaño del thalamos. La tumba 505 de Micenas, por ejemplo, tiene un dromos de más de 35 m de longitud. Esto puede estar relacionado con un deseo cada vez mayor de mostrar riqueza y poder a través de una tumba grande e impresionante, o puede reflejar la creciente importancia de los dromos en el ritual funerario. Sin embargo, al final del período, en Heládico Reciente IIIC, se observa la tendencia opuesta: los dromos se hacen más cortos y parece prestarse menos atención a la talla y decoración de la fachada del stomion, lo que tal vez indique la importancia decreciente de los rituales que tenían lugar allí.
Las llamadas tumbas de cámara construidas, como las de Tórico y otros ejemplos en yacimientos como Maratón, Portes y Mitrou, también están excavadas en la roca, pero incluyen mampostería en el interior. Aparecen antes que las verdaderas tumbas de cámara, a menudo carecen de dromos y pueden haberse desarrollado por separado.

## Prácticas funerarias

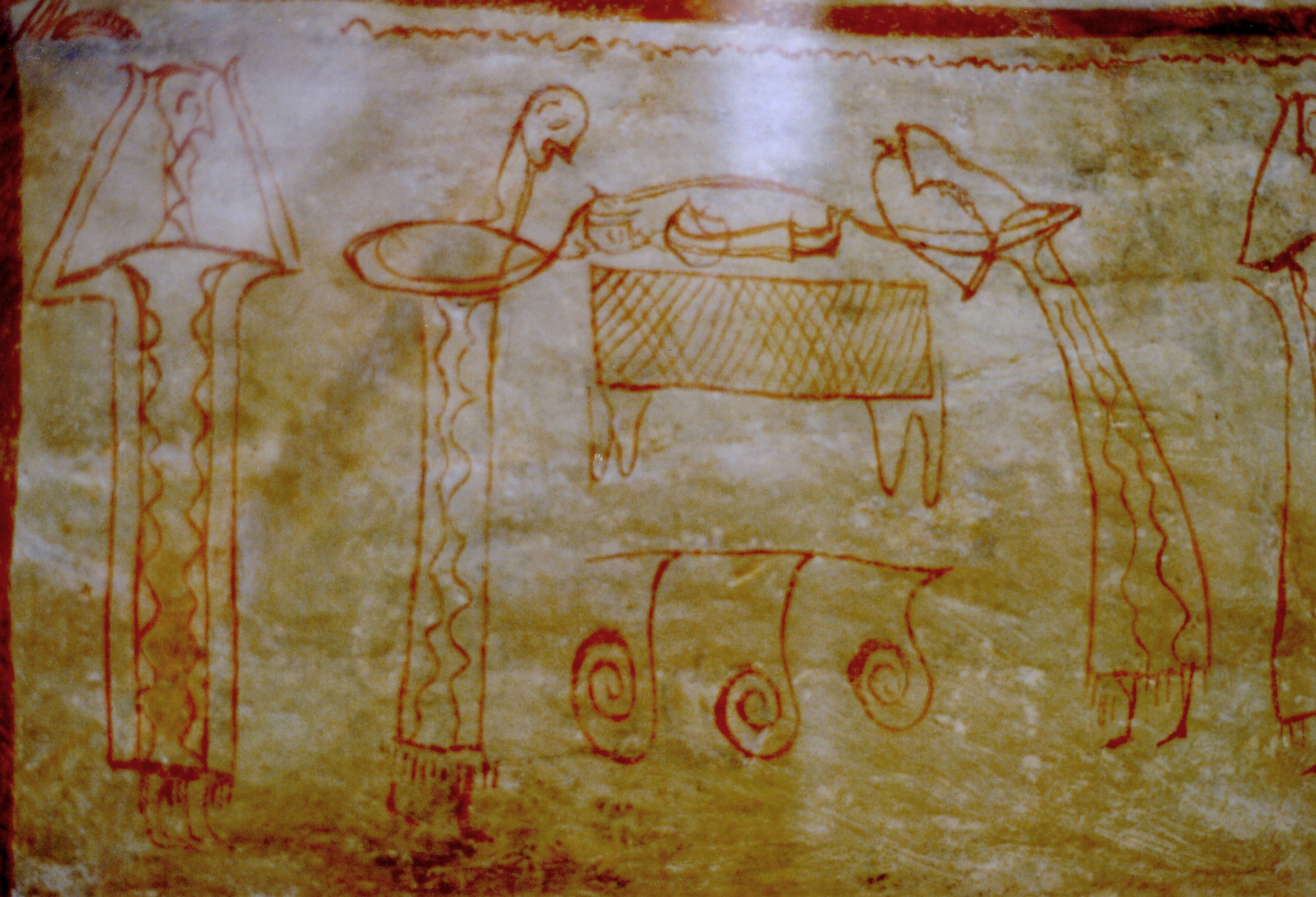
Escena funeraria de lamentación sobre el cuerpo de un niño, pintada sobre un larnax de Tanagra, Heládico Reciente III (LH III).

Se utilizaban generalmente para enterramientos múltiples y se reutilizaban a lo largo de varias generaciones. Los trabajos realizados en Ayia Sotira, en el valle de Nemea, han puesto de relieve los esfuerzos realizados por los usuarios de las tumbas para seguir reutilizándolas, incluso cuando la tumba se había derrumbado parcialmente y era difícil hacerlo. A menudo se supone que las tumbas se utilizaron para los miembros de una misma familia, aunque faltan pruebas sólidas sobre el parentesco exacto entre las personas enterradas en la misma tumba.
Hay pruebas provisionales de procesiones funerarias hacia las tumbas ; por lo tanto, a menudo se ha supuesto que el cuerpo sería transportado a la tumba en un vehículo con ruedas, aunque la ubicación de algunos cementerios alrededor de Micenas indica que al menos la parte final de esta procesión a veces debe haber sido parte a pie.
Casi todos los enterramientos micénicos en tumbas de cámara, especialmente antes del Heládico Reciente III (LH IIIC), son inhumaciones más que cremaciones, aunque a veces se encuentran enterramientos de cremación post-micénicos en los niveles superiores de los dromos de las tumbas micénicas. En la mayor parte del mundo egeo, los cuerpos se depositaban en el suelo del thalamos, a veces en fosas excavadas en él o en una cámara lateral. En Tanagra, en Beocia, sin embargo, era habitual inhumar el cuerpo dentro de un larnax, una práctica de la que sólo hay testimonio en la Creta minoica. Cuando se reabría una tumba para un enterramiento posterior, era habitual que los enterramientos anteriores se reorganizaran, se cambiaran de lugar y, a veces, se retiraran. Los enterramientos de los niños se hacían a menudo en pequeños nichos en la pared del dromos.
Era habitual que en las tumbas de cámara se depositaran ajuares funerarios: normalmente incluían cerámica, pero podían variar considerablemente en función del estatus social del difunto. Aunque la mayoría de los ajuares funerarios de las tumbas de Edonia eran relativamente modestos, por ejemplo, la tumba 2 de Prosilio en Beocia incluía armamento, joyas de oro y fayenza, y un anillo de sello. Fragmentos de kílices}} se encuentran habitualmente en los dromoi y a veces en los thalamoi de las tumbas, lo que sugiere que las libaciones o la bebida pueden haber desempeñado un papel en el ritual funerario,  mientras que también es común encontrar huesos de animales y restos de la producción de alimentos, ya sea para el consumo en la tumba o tal vez como ofrenda a los muertos.
Tras un enterramiento en el thalamos, el stomion se sellaba, a menudo con un muro de piedra seca: es posible que el desprecintado de esta barrera para nuevos enterramientos u ofrendas tuviera un significado ritual significativo. Por lo general, las tumbas se rellenaban con tierra poco después de su uso, y no solían estar marcadas en la superficie: solo se conocen unos pocos ejemplos de marcadores de tumbas, aunque se ha planteado la hipótesis de que algunas podrían haber estado marcadas con estelas de madera. No es raro encontrar pruebas de que la construcción de tumbas se abandonó cuando los constructores se toparon con una tumba ya existente que no era visible desde la superficie.

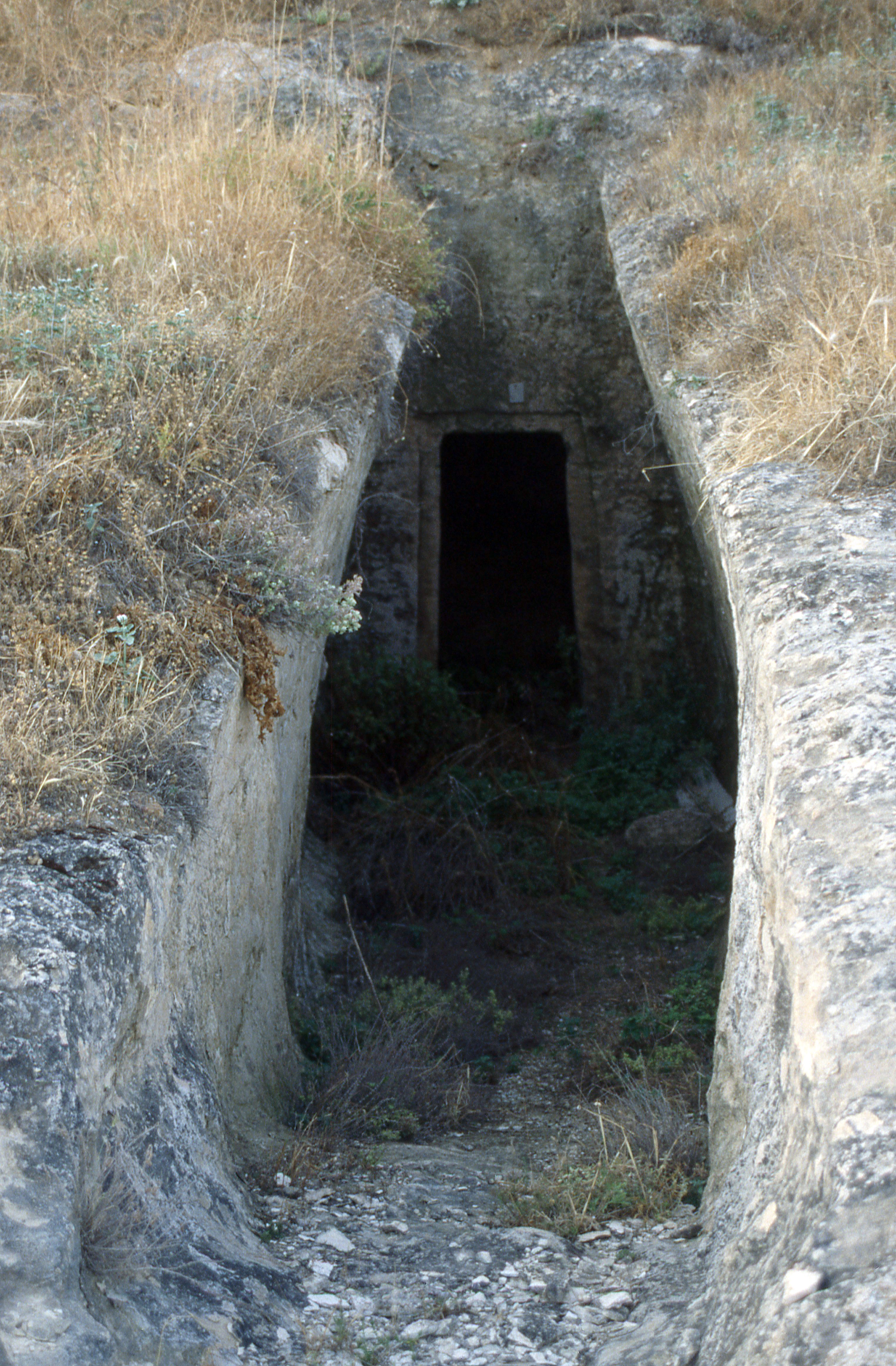
Una tumba de cámara en Edonia, en Corintia.
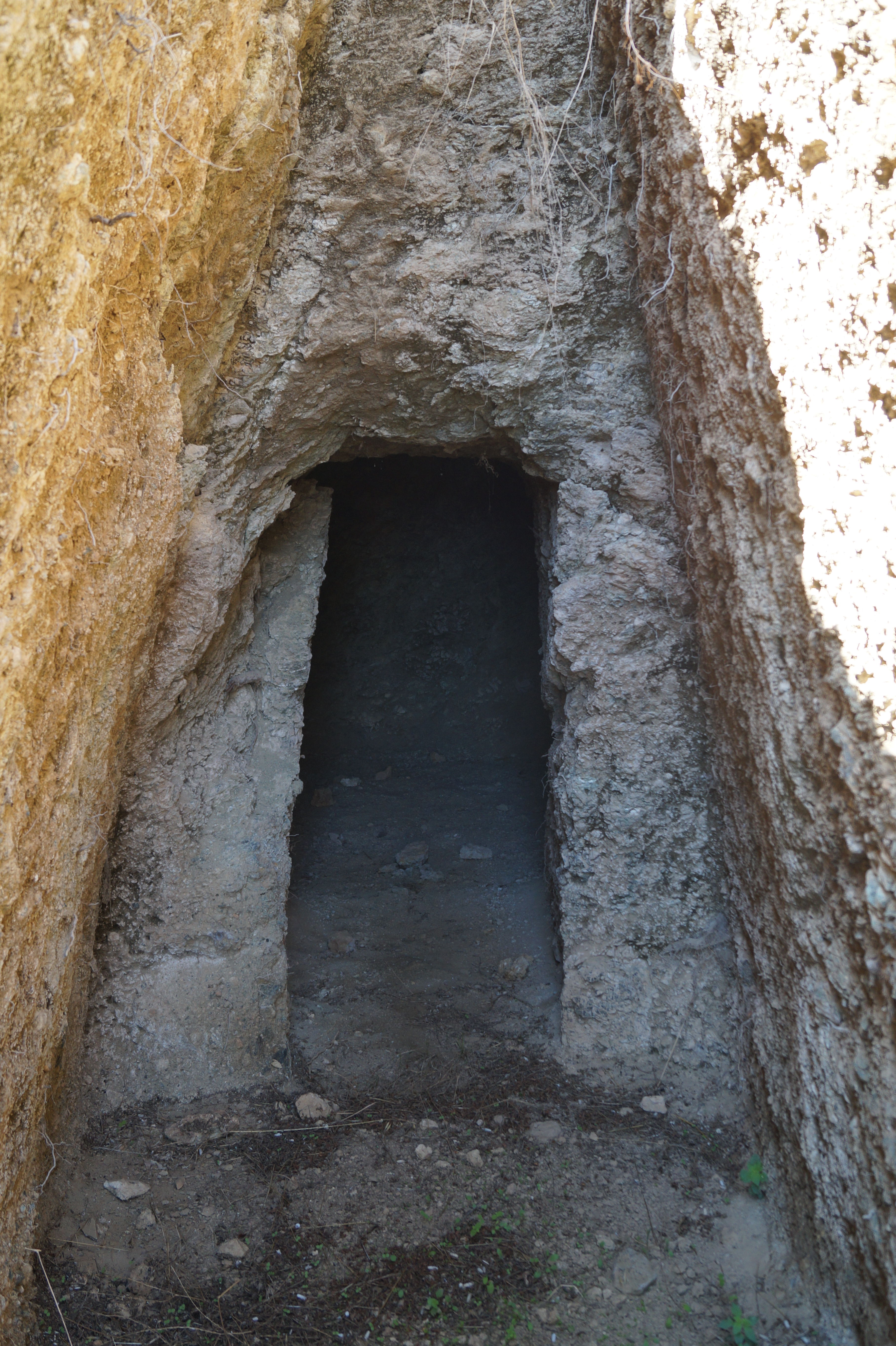
El stomion de la tumba de cámara A en Palaia Epidavros en Argólida, visto desde el dromos.
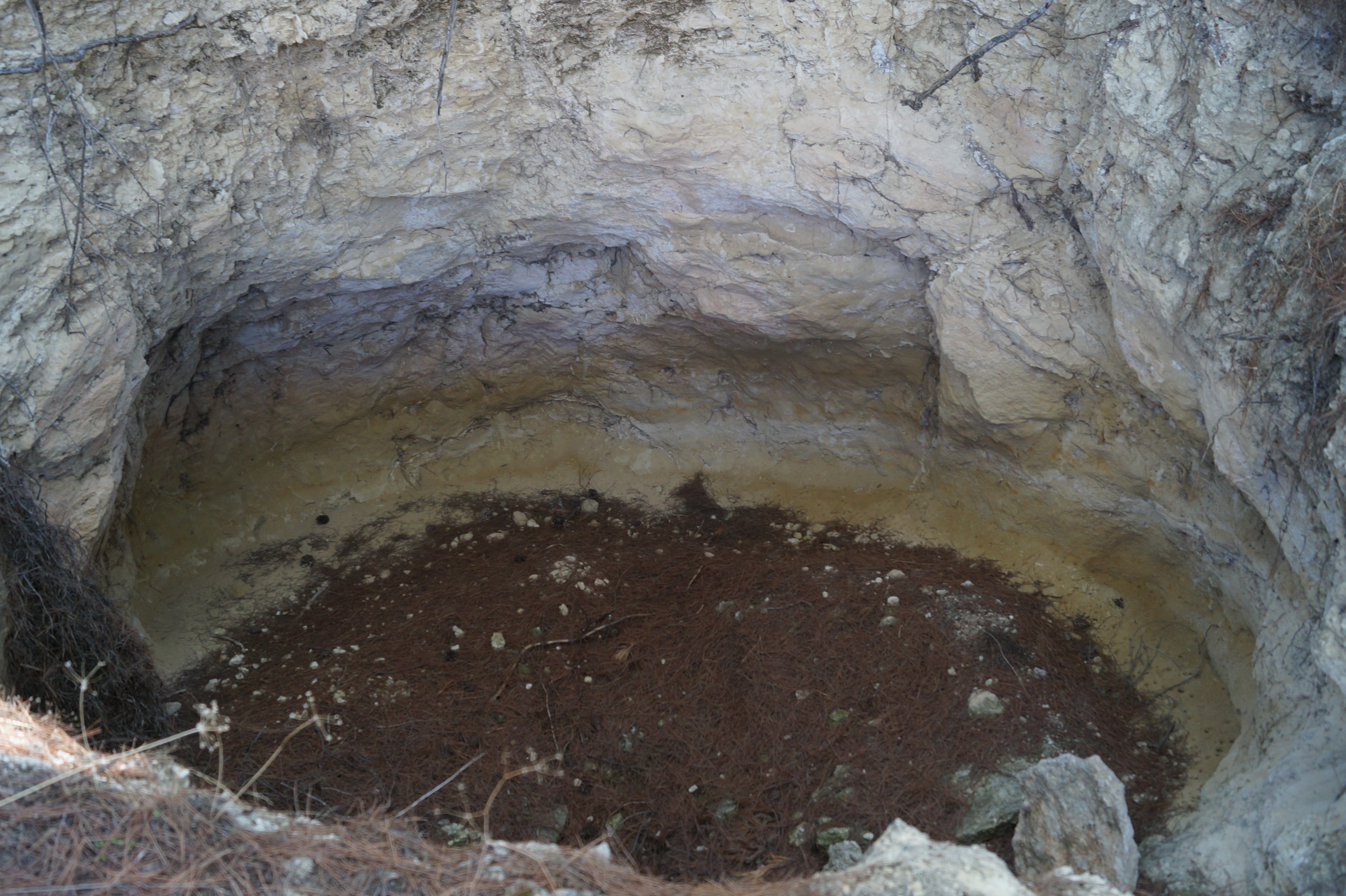
El thalamos de la tumba de cámara 14 en Kato Almyri, Corintia.
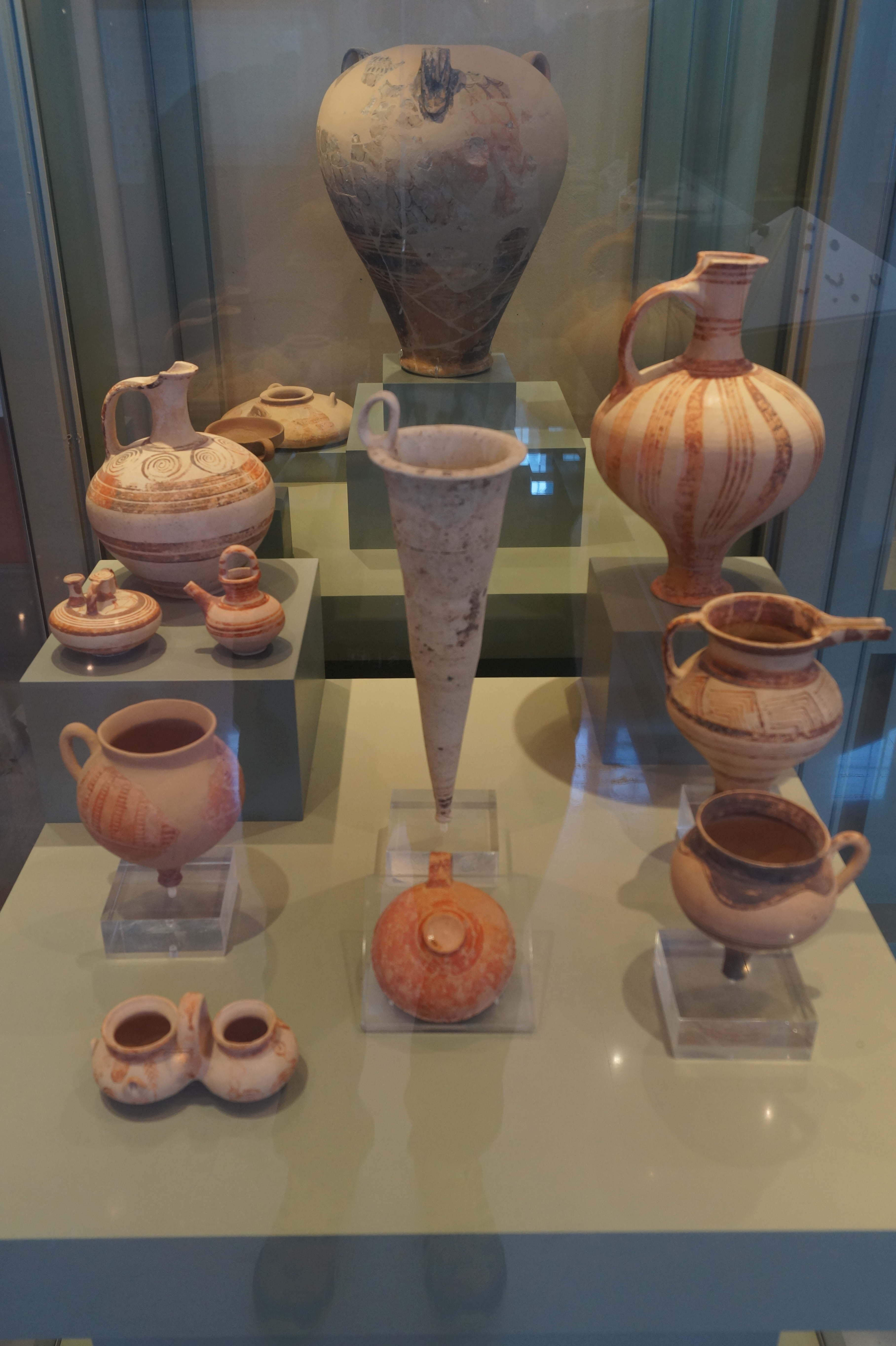
Hallazgos cerámicos de las tumbas de cámara 10 y 11 de Aidonia
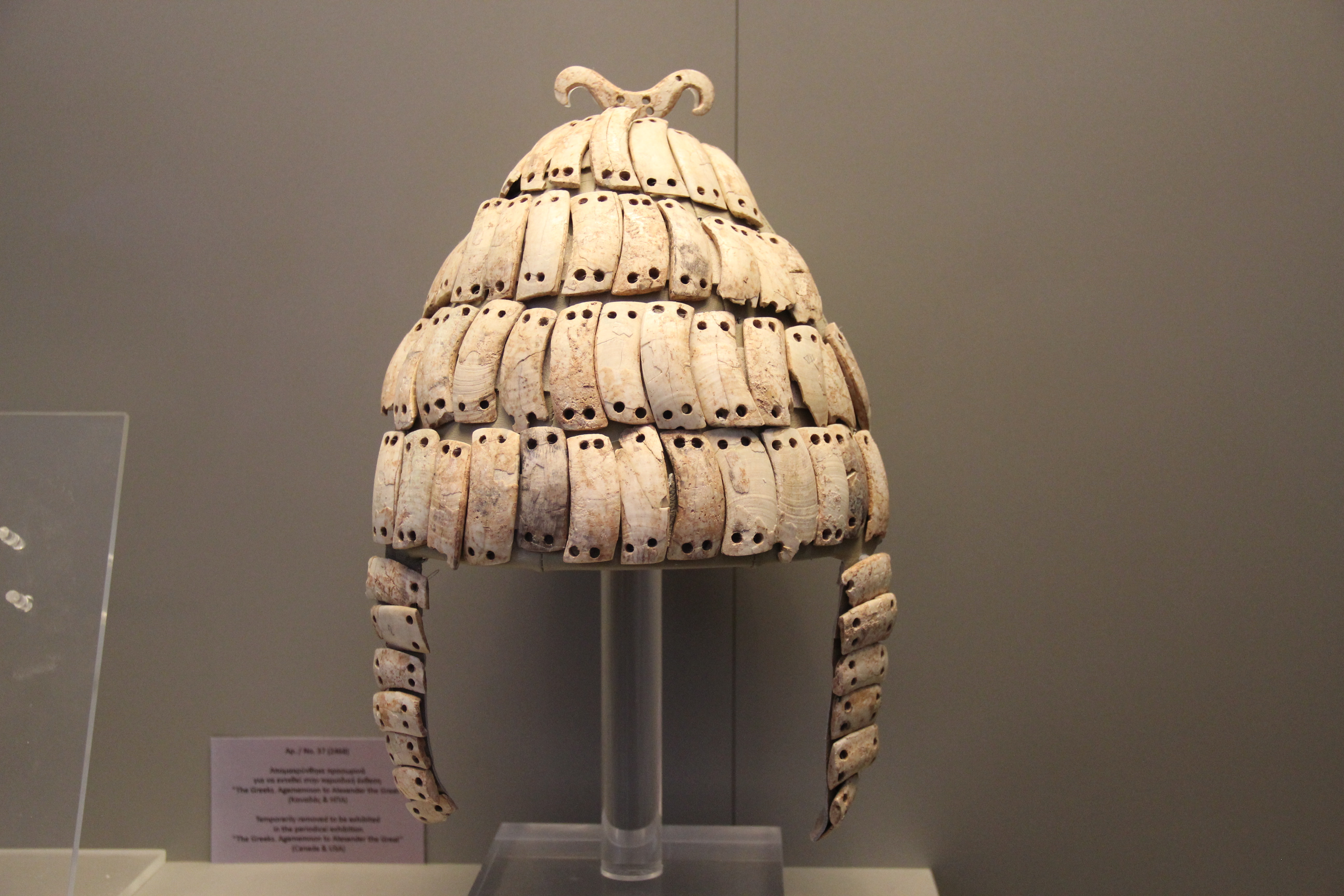
Un casco de colmillos de jabalí encontrado en la tumba de cámara 515 en Micenas
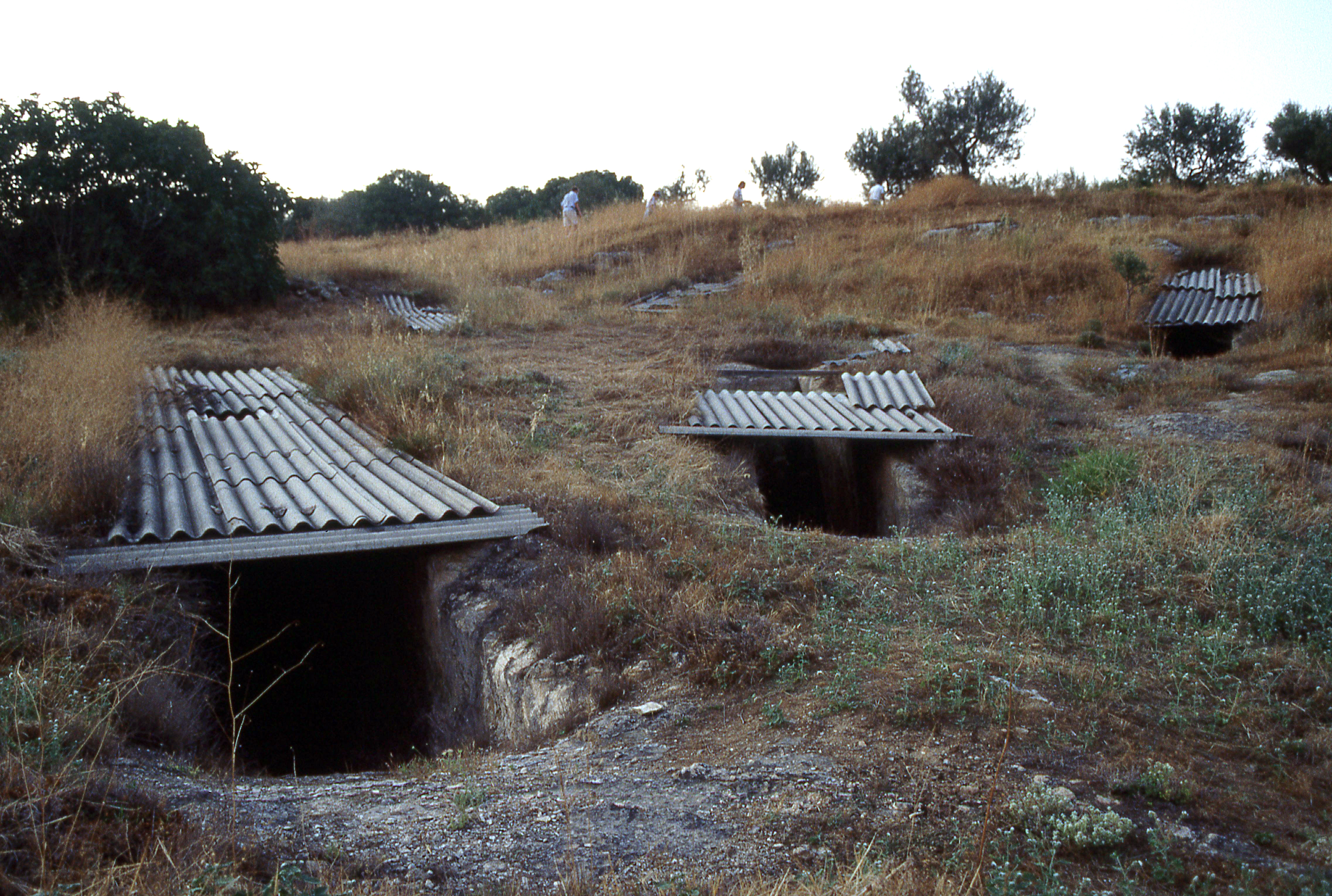
Tumbas de cámara en Aidonia, con placas de hierro corrugado para proteger los dromoi de la erosión.